# Centre for European Policy Studies
Pour le réseau d'oléoducs de l'OTAN, voir Réseau d'oléoducs en Centre-Europe.
Le CEPS (en anglais : Centre for European Policy Studies) est un think tank européen basé à Bruxelles, fondé en 1983. Il reçoit des fonds des institutions européennes, des gouvernements, de fondations d'organismes privées de la vente de publication et des cotisations des membres. Le CEPS repose sur la collaboration entre une équipe de permanents, des stagiaires et des chercheurs basés dans d'autres institutions telles que les universités. Le directeur du centre est Daniel Gros, un économiste allemand,.

## CEPS et le Fonds monétaire européen
Dans son  Policy Brief n°202 qui de février 2010, le CEPS a plaidé pour la création d'un Fonds monétaire européen. Les deux auteurs, Daniel Gros et Thomas Mayer, la crise grecque de 2010 fait rentrer dans la seconde phase de la crise financière de 2007-2010 : celle de la crise de la dette publique. Le projet qui vise à la fois à rendre crédible la clause de no bail-out (pas d'assistance financière des autres pays) en incluant un mécanisme de gestion des crises et, à sanctionner les comportements de passager clandestin comprend quatre points :
- un mécanisme financier qui consiste à faire payer les pays qui ne respectent pas le pacte de stabilité : paiement de 1 % l'an sur la part de la dette dépassant les 60 % du PIB et sur les déficits dépassant les 3 % du PIB[5] ;
- une aide aux pays concernés sous conditionnalités assez proches de ce que fait le FMI[6] ;
- des mesures coercitives : les fonds d'ajustement structurels pourraient être supprimés  et un pays pourrait être exclu du marché monétaire de la zone euro. Par ailleurs, il existerait un schéma pour gérer les défauts de paiement sur le modèle de ce que prévoit le chapitre 11 aux États-Unis pour les entreprises en difficulté.  Enfin, si un pays ne se soumettait pas aux conditionnalités et refusait de quitter de son propre gré la zone euro, il pourrait y être contraint sur la base de l'article 60 de la Convention de Vienne sur le droit des traités sur les traités internationaux et de l'article 7 du traité de Lisbonne[4] ;
- se préparer à un défaut sur la dette d'un pays de la zone euro et envisager des mesures pour y faire face et en minimiser l'impact[4].

## Programme de recherche
CEPS a des programmes de recherche sur:
- l'économie et les politiques sociales ;
- l'énergie, le changement climatique et le développement durable ;
- l'Union européenne, la politique de bon voisinage, La politique européenne de sécurité et de coopération ;
- les marchés financiers et les institutions financières ;
- la justice et la politique intérieure ;
- les politiques européennes et les institutions européennes ;
- la régulation, le commerce international, le développement et les politiques agricoles.

## Réseau de recherche
CEPS est aussi impliqué dans des réseaux de recherche, notamment :
- Changing Landscape of Security & Liberty (CHALLENGE) ;
- European Capital Markets Institute (ECMI) ;
- European Climate Platform (ECP) ;
- European Credit Research Institute (ECRI) ;
- European Network for Better Regulation (ENBR) ;
- European Network of Economic Policy Research Institutes (ENEPRI) ;
- EPIN|European Policy Institutes Network (EPIN) ;
- European Security Forum (ESF).